# Elvis Andrus
Pour les articles homonymes, voir Andrus et Torres.
Elvis Augusto Andrus Torres (né le 26 août 1988 à Maracay, Aragua, Venezuela) est un joueur d'arrêt-court des Athletics d'Oakland de la Ligue majeure de baseball. 
Il compte deux sélections au match des étoiles de la Ligue majeure de baseball, en 2010 et 2012.

## Carrière

### Débuts
Elvis Andrus obtient un premier contrat professionnel avec les Braves d'Atlanta, qui le signent comme agent libre en 2005.
Le 31 juillet 2007, Andrus fait partie des cinq joueurs que les Braves échangent aux Rangers du Texas pour obtenir le joueur de premier but étoile Mark Teixeira et le lanceur Ron Mahay.

### Saison 2009
Andrus poursuit sa progression dans les ligues mineures avec l'organisation des Rangers et amorce la saison avec l'équipe texane en 2009, jouant son premier match dans les majeures le 6 avril. Il réussit son premier coup sûr dans les majeures à ce premier match, un double contre le lanceur Cliff Lee des Indians de Cleveland. À son second match joué, le 8 avril, il claque son premier coup de circuit en carrière, aux dépens de Rafael Betancourt des Indians.
Ses performances amènent l'équipe à déplacer au troisième coussin le joueur étoile Michael Young, gagnant d'un Gant doré à l'arrêt-court. Andrus participe à 145 matchs à sa saison recrue, impressionnant par ses qualités défensives et affichant une moyenne au bâton de ,267 avec 128 coups sûrs et 40 points produits. Il frappe 17 doubles et prend la 5e place dans la Ligue américaine pour les triples, avec 8. Il réussit 33 vols de but en 39 tentatives. En défensive, il est premier parmi tous les joueurs d'arrêt-court des majeures avec 261 putouts durant la saison régulière.
Au vote désignant la recrue de l'année 2009 dans la Ligue américaine, il termine deuxième, échappant le titre qui va à Andrew Bailey des A's d'Oakland.

### Saison 2010
Toujours joueur d'arrêt-court régulier des Rangers en 2010, Andrus maintient une moyenne au bâton de ,265 avec 35 points produits et 32 buts volés. Habituellement premier frappeur du rôle offensif des Texans, il marque 88 points et augmente sa production de coups sûrs à 156 en 148 parties. Il termine la saison avec le plus grand nombre de coups sacrifice parmi les joueurs de la Ligue américaine, soit 17, à égalité avec Chone Figgins des Mariners de Seattle.
À la mi-saison, il participe au match des étoiles du baseball majeur pour la première fois de sa carrière.
En octobre 2010, Andrus bat un record pour un joueur d'arrêt-court avec la plus longue séquence de matchs consécutifs avec au moins un coup sûr à ses débuts en éliminatoires. Dans le cinquième affrontement entre New York et Texas en Série de championnat de la Ligue américaine, il frappe en lieu sûr dans un 10e match consécutif, battant le record de neuf parties établi par Derek Jeter des Yankees en 1996. Andrus avait frappé au moins un coup sûr dans les cinq matchs de la Série de division précédente opposant Texas à Tampa Bay. La série record d'Andrus s'arrête à 12 lors du second match de la Série mondiale contre San Francisco. Lui et son coéquipier Nelson Cruz partagent la troisième plus longue séquence de matchs avec au moins un coup sûr pour commencer une carrière en éliminatoires. Avec 12 chacun, il leur manquait trois matchs pour rejoindre Marquis Grissom, le recordman.

### Saison 2011
Andrus hausse sa moyenne au bâton à ,279 en 155 parties avec Texas en 2011. Il établit de nouveaux sommets personnels de coups sûrs (164), points marqués (96), points produits (60) et buts volés (37). Avec sa troisième saison de suite de 30 buts volés ou plus, il prend le cinquième rang de la Ligue américaine.

### Saison 2015
Andrus réussit le vol du marbre le 1er septembre 2015 face aux Padres de San Diego.
Dans la calamiteuse 7e manche du 5e et dernier match de la Série de divisions face aux Blue Jays le 14 octobre 2015 à Toronto, Andrus commet deux des trois erreurs qui coulent les Rangers.

## Statistiques
| Saison | Équipe | G   | AB   | R   | H   | 2B | 3B | HR | RBI | SB | BA    |
| ------ | ------ | --- | ---- | --- | --- | -- | -- | -- | --- | -- | ----- |
| 2009   | Texas  | 145 | 480  | 72  | 128 | 17 | 8  | 6  | 40  | 33 | 0,267 |
| 2010   | Texas  | 148 | 588  | 88  | 156 | 15 | 3  | 0  | 35  | 32 | 0,265 |
| Totaux | Totaux | 293 | 1068 | 160 | 284 | 32 | 11 | 6  | 75  | 65 | 0,266 |

| Saison | Équipe | G  | AB | R | H  | 2B | 3B | HR | RBI | SB | BA   |
| ------ | ------ | -- | -- | - | -- | -- | -- | -- | --- | -- | ---- |
| 2010   | Texas  | 16 | 68 | 8 | 20 | 3  | 0  | 0  | 4   | 8  | .294 |
| Totaux | Totaux | 16 | 68 | 8 | 20 | 3  | 0  | 0  | 4   | 8  | .294 |

Note : G = Matches joués ; AB = Passages au bâton; R = Points ; H = Coups sûrs ; 2B = Doubles ; 3B = Triples ; 
HR = Coup de circuit ; RBI = Points produits ; SB = Buts volés ; BA = Moyenne au bâton.